# Eria yanshanensis
Eria yanshanensis är en orkidéart som beskrevs av Sing Chi Chen. Eria yanshanensis ingår i släktet Eria och familjen orkidéer. Inga underarter finns listade i Catalogue of Life.